# 核心館藏
核心館藏（Core Collection），根據美國圖書館學會「圖書館學及資訊科學辭彙」（ALA Glossary of Library and Information Science），核心館藏的定義有2：
1. 核心館藏是圖書館館藏的一部分，這一部分館藏代表讀者所最需要的資訊，核心館藏是館藏中經常被讀者使用或有最高需求性的資料。
2. 以完整的標準書目（Comprehensive Standard List）或其他書目指南所建立圖書館的館藏。

英國人塞繆爾·克萊門特·布萊德福提出核心期刊的概念，進而演變出核心館藏概念。核心館藏也是圖書館的館藏中，滿足大部份讀者需求的少數館藏。